# Seututie 847
Pour les articles homonymes, voir Route 847.
La route régionale 847 (en finnois : Seututie 847)  est une route régionale allant de Liminka à Ii en Finlande.

## Parcours
La route orientée sud-nord traverse les localités suivantes :
- Haaransilta, Liminka
- Tupos (5 km)
- Kempele (12 km)
- Äimärautio (20 km)
- Linnanmaa (30 km)
- Kello (40 km)
- Haukipudas (46 km)
- Räinänperä, Ii (56 km)

## Galerie

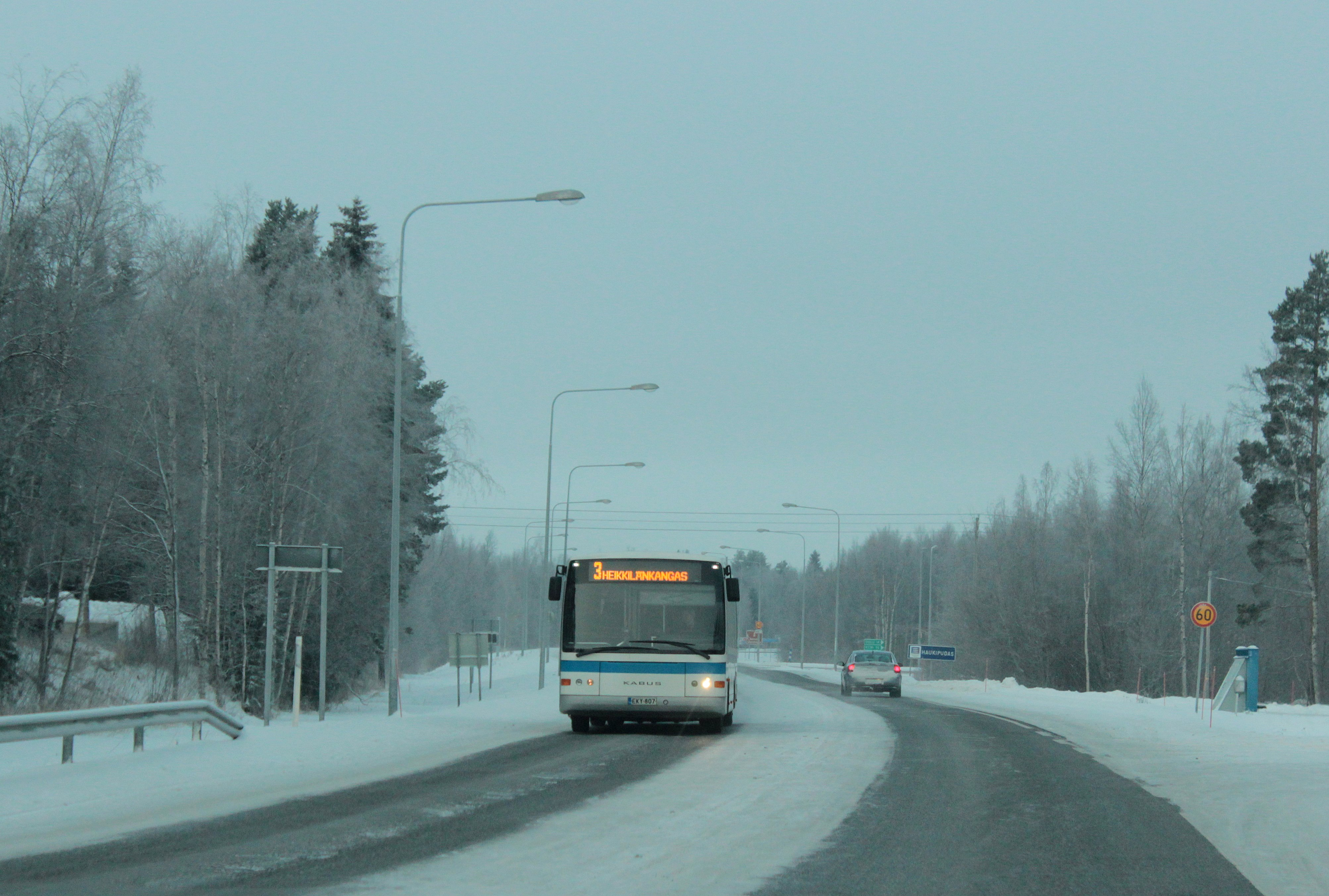
Frontière entre Oulu et Haukipudas.
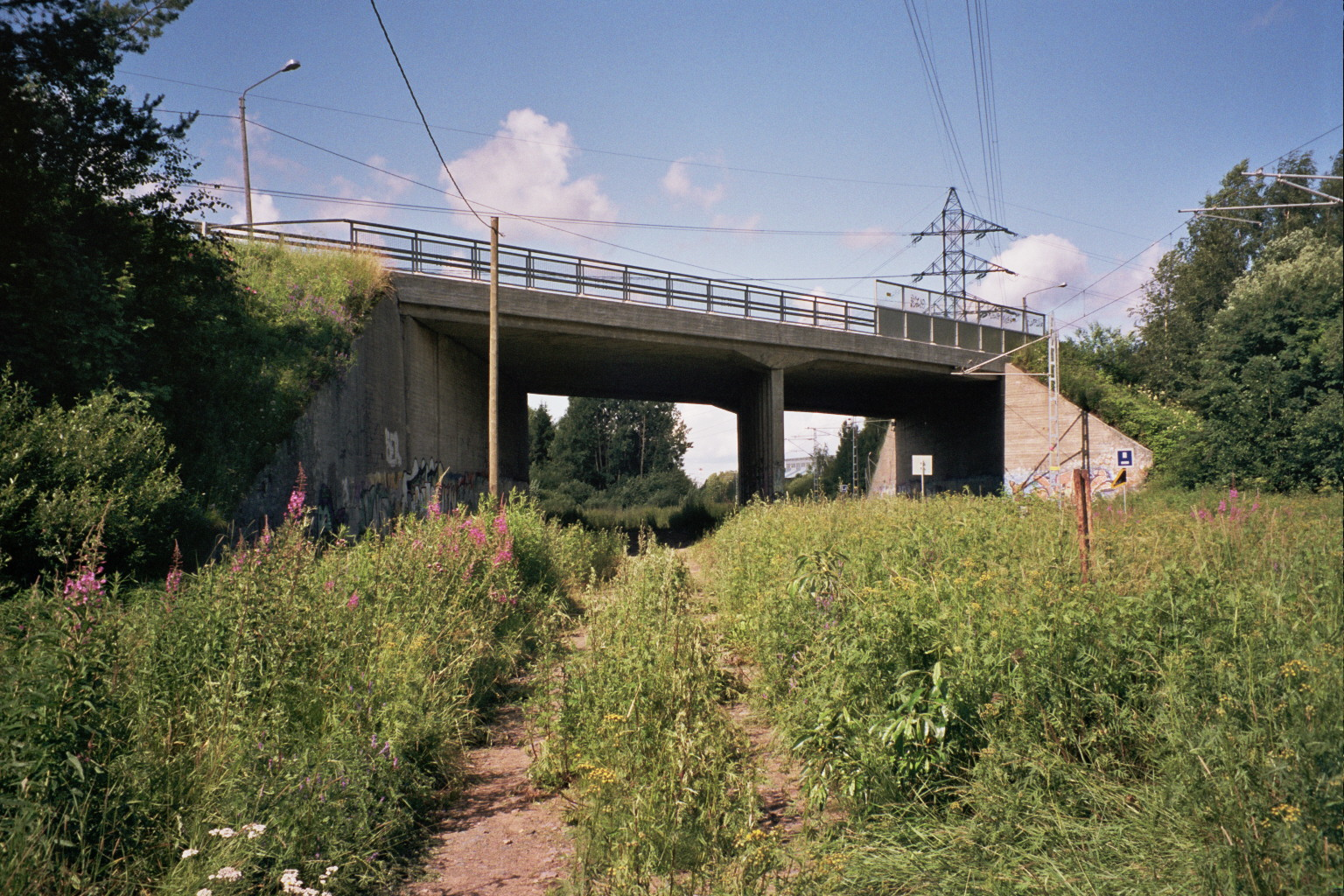
Pont à Limingantulli.
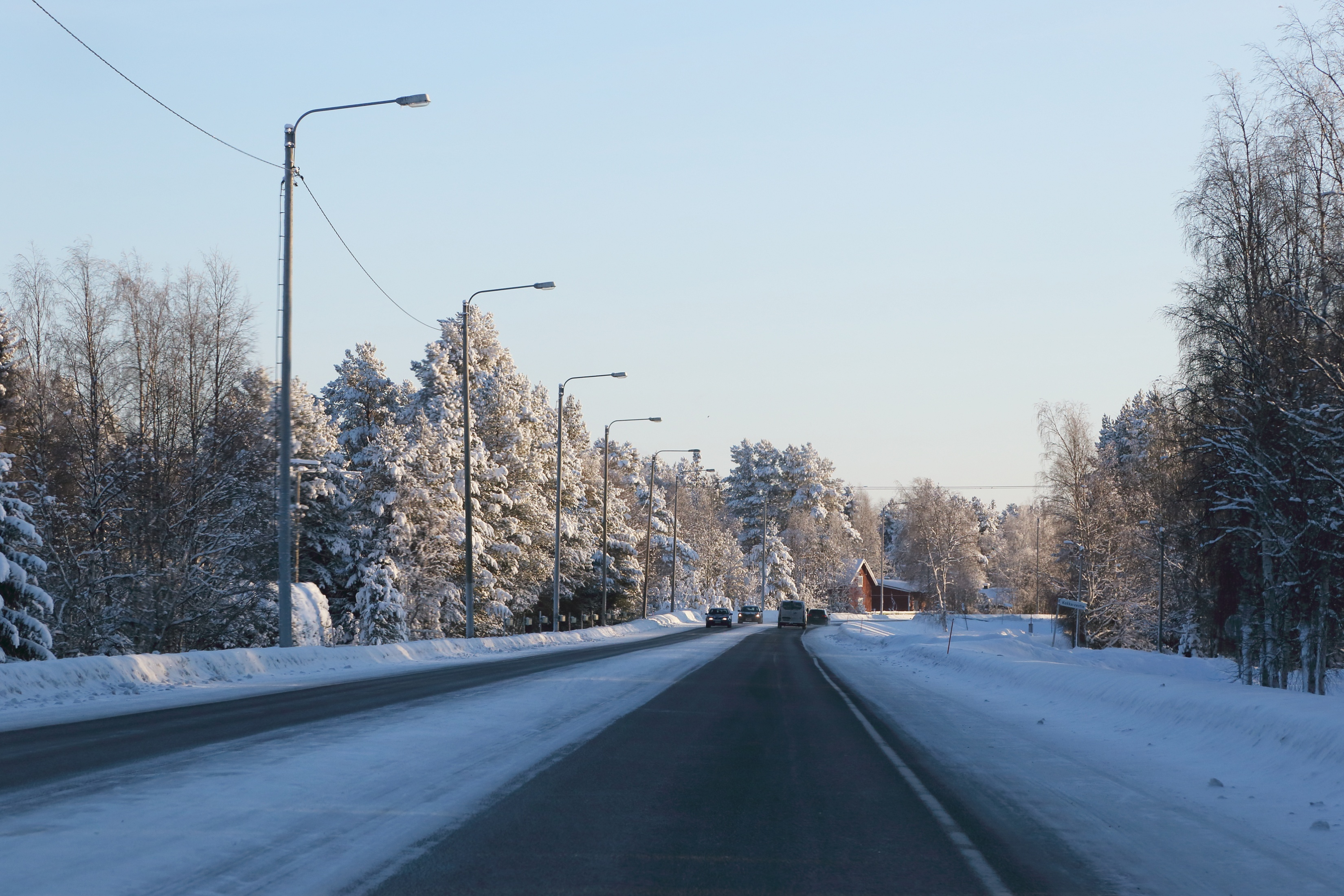
La seututie 847 à Oulu.
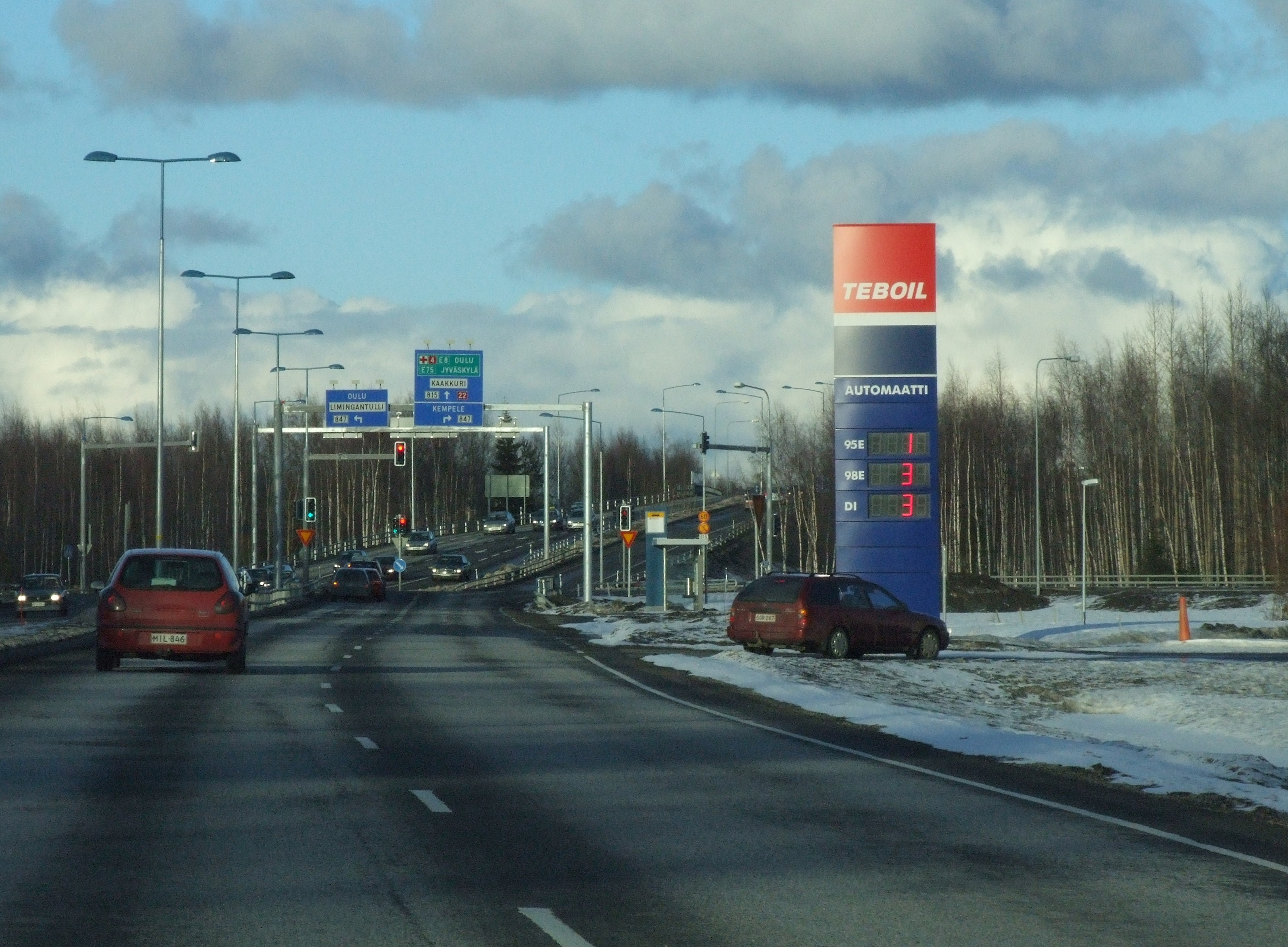
Croisement de la seututie 847 avec la seututie 815.